# 林金立
林金立，臺灣雲林縣人，2011年自日本引進自立支援照顧模式，並於台灣在地化。從2011年至今，除了在台灣持續推動自立支援理念外，也將理念拓及至香港、澳門等華人地區，形成一股照顧變革的風潮。現為長泰健康照顧體系執行長、財團法人雲林縣私立同仁仁愛之家董事長、中華民國衛生福利部顧問、朝陽科技大學銀髮產業管理系學門講座教授。

## 經歷
國立中正大學社會福利研究所碩士、東吳大學社會工作系學士。26歲時，對老人服務工作情有獨鍾，於是返回故鄉-雲林縣，於1998年創辦社團法人雲林縣老人福利保護協會，在當時長期照顧還不普及的年代，致力於推動社區的長期照顧與社區的整合照顧體系。2003年，創辦財團法人長泰社會福利基金會；2010年，參與發起社團法人台灣居家服務策略聯盟；2012年，變革財團法人雲林縣私立同仁仁愛之家；2015年，創辦台灣自立支援學院；2017年，創辦台灣自立支援照顧專業發展協會。

## 外部連結
1.自立支援學院 （页面存档备份，存于）
2.雲林縣老人福利保護協會– 長泰健康照顧體系 （页面存档备份，存于）